# الشعيب (الشعر)

تعديل مصدري - تعديل

الشعيب محلة تابعة لقرية الخضراء، التابعة لعزلة القابل الاسفل بمديرية الشعر إحدى مديريات محافظة إب في الجمهورية اليمنية، بلغ تعداد سكانها 22 حسب تعداد اليمن لعام 2004.